# Moskva (robotkryssare)
Moskva (ryska: Москва), tidigare Slava (ryska: Слава, ”Ära”; mellan 1976 och 1995), var en robotkryssare i Rysslands flotta (ursprungligen Sovjetunionens flotta). Fartyget var det första i fartygsklassen Project 1164 Atlant och döpt efter Rysslands huvudstad Moskva.
Moskva deltog i Rysslands invasion av Ukraina 2022 som flaggskepp för den ryska svartahavsflottan. Fartyget förliste den 14 april 2022 i Svarta havet efter att ha träffats av två ukrainska sjömålsrobotar.

## Historia

### 1976 – 1990: Sovjetunionens flotta (Slava)

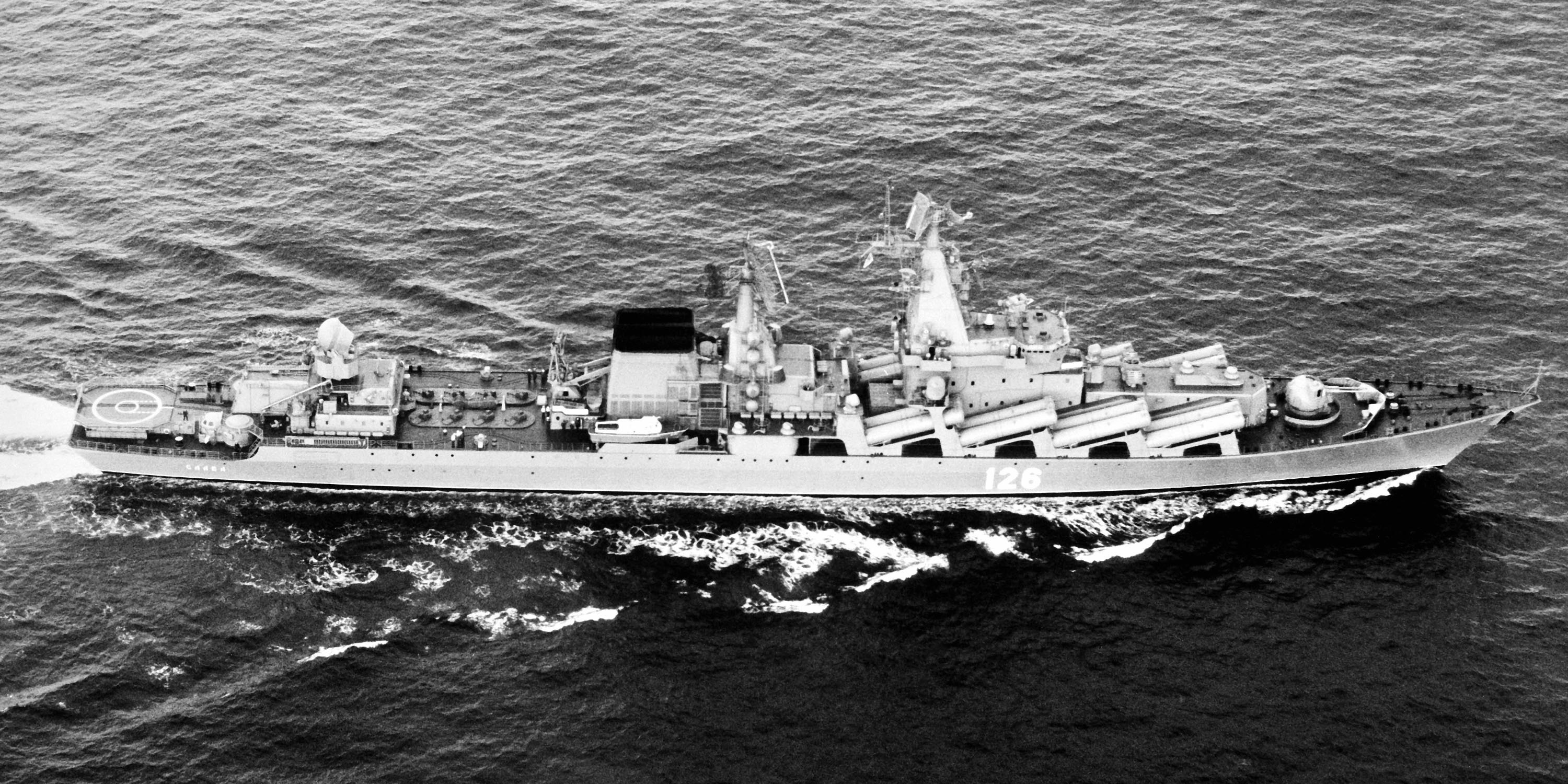
Slava cirka 1983.

Slava var det första av tio planerade robotkryssare tillhörandes den sovjetiska fartygsklassen Project 1164 Atlant. Projektet 1164 påbörjades redan under slutet av 1960-talet men blev försenat till 1972. Den preliminära konstruktionen godkändes den 13 april 1973 men den slutliga utformningen blev inte färdig förrän den 21 augusti 1974, varav kölsträckningen av ledskeppet, sedermera benämnd Slava, sköts upp två år. Kölsträckningen ägde rum den 4 oktober 1976 på "skeppsvarv № 445" i staden Mykolajiv och fartyget sjösattes 1979. Under slutet av 1982 var skeppet färdigt och den 30 januari 1983 togs Slava i drift av den sovjetiska svartahavsflottan. Flera av skeppets vapensystem var dock försenade och först 1984 fick Slava sitt S-300F luftvärnsrobotsystem.
Mellan 18 och 22 november 1986 besökte det den grekiska hamnen i Pireus.
Vid toppmötet på Malta mellan den sovjetiska presidenten Michail Gorbatjov och USA:s president George H.W. Bush i december 1989 användes Slava av den sovjetiska delegationen, medan den amerikanska delegationen hade sina sovplatser ombord på USS Belknap. Fartygen låg för ankar på redden utanför Marsaxlokk. Stormigt väder resulterade i att vissa möten fick ställas in eller flyttas vilket gav upphov till namnet "Seasick Summit" bland internationella medier. Till slut ägde mötena rum ombord på Maxim Gorkiy, ett sovjetiskt kryssningsfartyg ankrat i hamnen i La Valletta. 
Slava återvände till staden Mykolajiv i december 1990 för en ombyggnad som varade ända fram till april 2000 på grund av Sovjetunionens fall.

### 1995 – 2022: Rysslands flotta (Moskva)

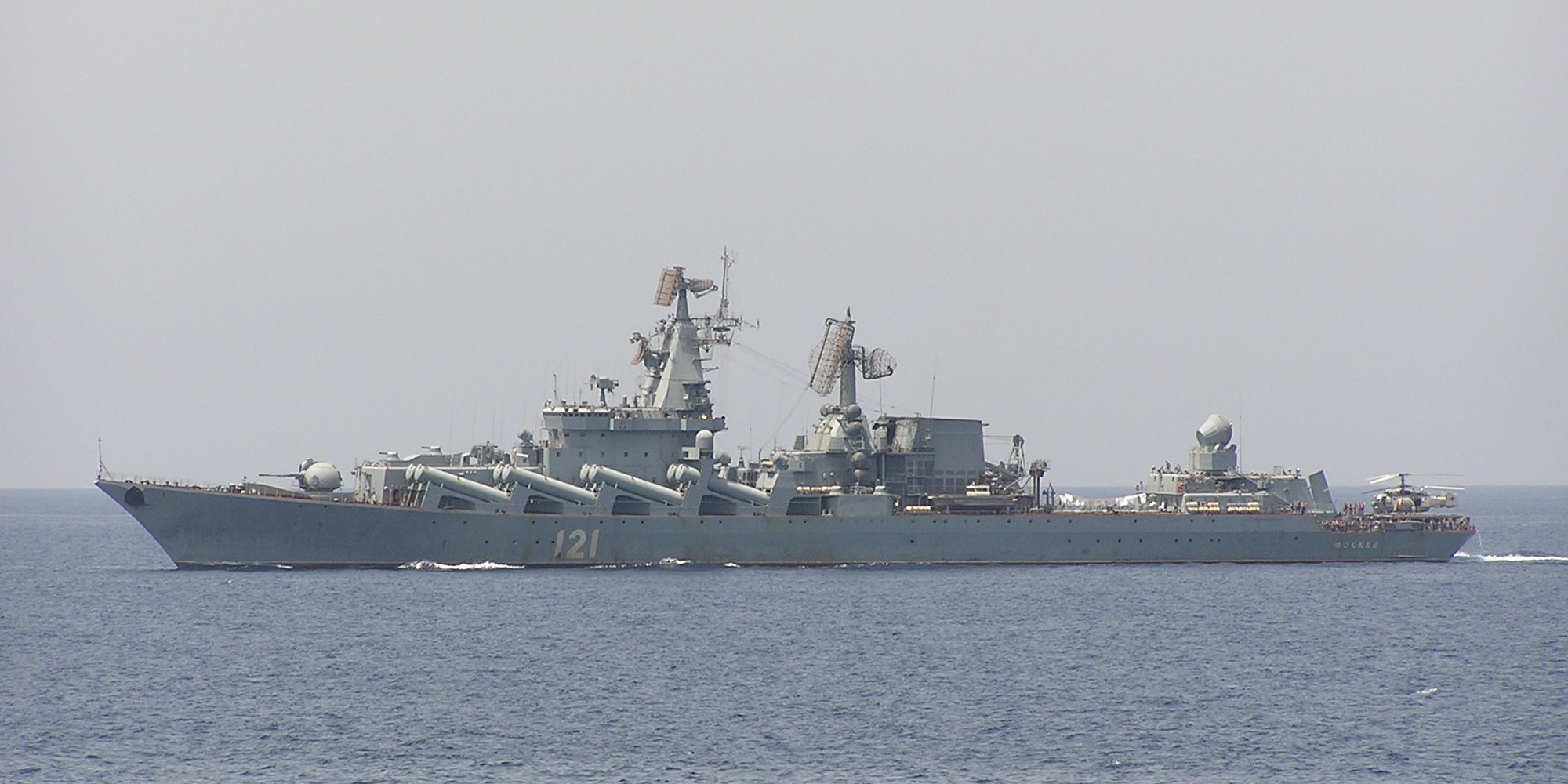
Moskva 2003.

Som följd av Sovjetunionens fall 1991 blev Slava övertaget av den nybildade ryska svartahavsflottan och ombyggnaden (påbörjad i december 1990) försenades. I maj 1995 döptes Slava om till Moskva och först i april 2000 var fartygets ombyggnad avslutad. Hon ersatte då Kynda-klassens Admiral Golovko som flaggskepp för den ryska Svartahavsflottan.
I början av april 2003 lämnade Moskva örlogsbasen i Sevastopol tillsammans med fregatten Pytlivyj och jagaren Smetlivyj, samt ett landstigningsfartyg för övningar i Indiska oceanen med en grupp från Stillahavsflottan (jagarna Marsjal Sjaposjnikov och Admiral Pantelejev) och den indiska flottan. Styrkan stöddes av Projekt 1559V-tankfartyget Ivan Bubnov och den oceangående bogserbåten Sjachter från Projekt 712.
Åren 2008 och 2009 besökte hon Medelhavet och deltog i marinövningar med fartyg från den norra flottan. Moskva sattes in som stöd för den ryska invasionen av Georgien i augusti 2008 för att säkra Svarta havet. Under en kort strid fick den georgiska flottan in en robotträff mot Moskva innan den besegrades. Efter Rysslands erkännande av Abchaziens självständighet stationerades fartyget i Abchaziens huvudstad Suchumi. 
Från den 3 december 2009 låg Moskva upplagd i en månad i flytdockan PD-30 för en planerad översyn. I april 2010 rapporterades det att kryssaren skulle ansluta sig till andra flottenheter i Indiska oceanen för att genomföra övningar. I augusti 2013 besökte kryssaren Havanna i Kuba.
I slutet av augusti 2013 placerades kryssaren i Medelhavet som svar på uppbyggnaden av amerikanska flottstyrkor längs Syriens kust.
Under Krimkrisen 2014 var Moskva ett av fartygen som blockerade den ukrainska flottan i Donuzlavsjön. Den 17 september 2014 omplacerades hon till Medelhavet och avlöste där fregatten Pytlivyj.
I juli 2015 besökte hon Angolas huvudstad Luanda för att fira 40-årsdagen av upprättandet av diplomatiska förbindelser mellan länderna. Från slutet av september 2015, medan hon var i östra Medelhavet, var kryssaren ansvarig för luftförsvaret av en rysk flygbas i närheten av den syriska staden Latakia under syriska inbördeskriget. Efter nedskjutningen av en rysk Suchoj Su-24 på gränsen mellan Syrien och Turkiet den 24 november 2015 rapporterades det att Moskva, beväpnad med S-300F luftvärnsroboter, skulle stationeras nära den syrisk-turkiska gränsen. 2016 ersattes Moskva av systerfartyget Varjag i östra Medelhavet och den 22 juli 2016 tilldelades hon Nachimovorden.
När fartyget återvände från sin utplacering i januari 2016 skulle det ha genomgått en ombyggnad och uppgradering, men på grund av brist på pengar stoppades arbetet från och med juli 2018.
I juni 2019 lämnade kryssaren hamnen i Sevastopol i Svarta havet för tester på flera stridssystem och huvudmotor.
Den 3 juli 2020 avslutades reparationer och underhåll av Moskva som skulle göra det möjligt för henne att förbli i tjänst till 2040. Den första sjöturen efter reparationen var planerad till augusti 2020, men i verkligheten började förberedelserna först februari 2021. Hon rapporterades ha deltagit övningar till sjöss i mars 2021.

#### Invasionen av Ukraina 2022
I februari 2022 lämnade Moskva örlogsbasen i Sevastopol som en del av den ryska invasionen av Ukraina 2022. Fartyget användes senare mot den ukrainska väpnade styrkan under attacken på Ormön tillsammans med den ryska patrullbåten Vasilij Bykov.
Den 13 april 2022 meddelade två ukrainska tjänstemän att Moskva hade träffats av två ukrainska R-360 Neptun-sjömålsrobotar och att hon brann i tung sjö. Det ryska försvarsministeriet sade att fartyget var allvarligt skadat efter en brand orsakad av en ammunitionsexplosion, utan någon hänvisning till ett ukrainskt anfall. Dagen efter, den 14 april 2022, rapporterade USA att fartyget var under bogsering, och Ryssland meddelade att fartyget evakuerats och var under bogsering mot hamn. På eftermiddagen meddelade Ryssland att Moskva förlist under bogseringen i Svarta havet på grund av grov sjögång.
Efter några dagar bekräftade amerikansk underrättelsetjänst att fartyget träffats av ukrainska Neptun-robotar. Hur skeppet kunde bli träffat är okänt; på pappret har det täckande skyddssystem mot sjömålsrobotar, varför det förslagits att skeppets besättning saknade ordentlig utbildning och/eller ledning, samt/eller att skyddssystemen var undermåliga.

## Bilder

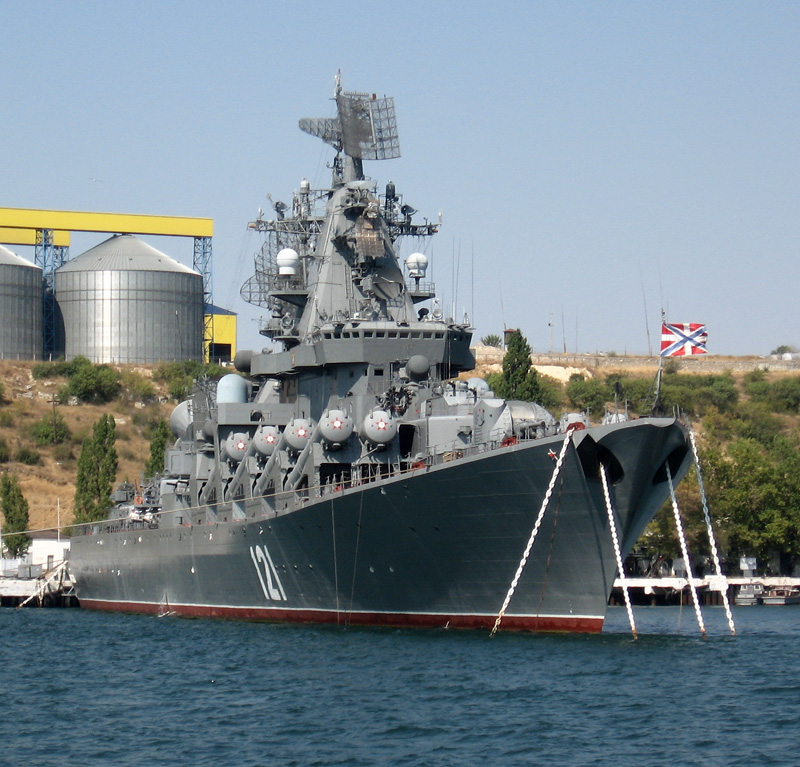
Moskva 2007.
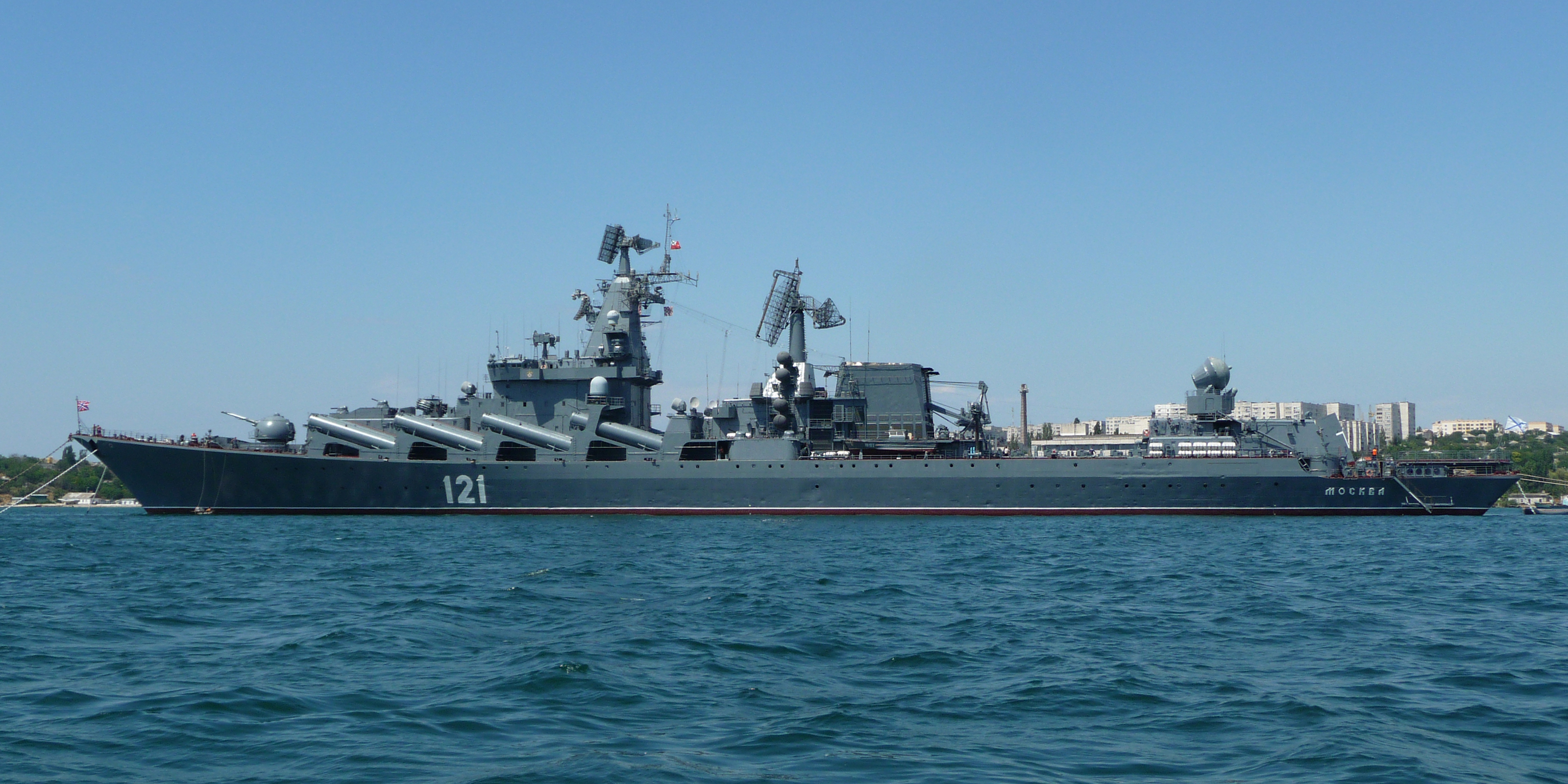
Moskva 2009.
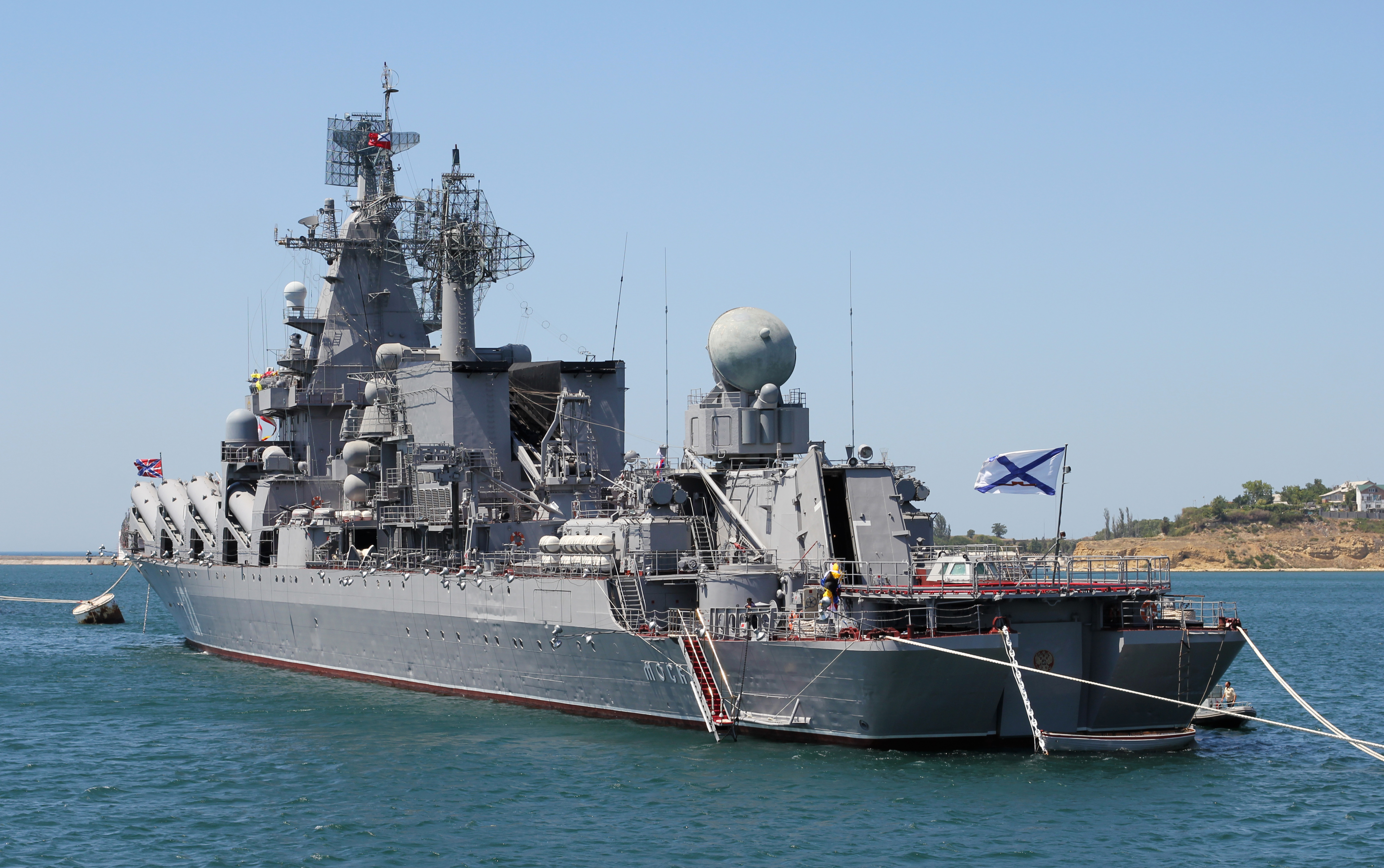
Moskva 2012.
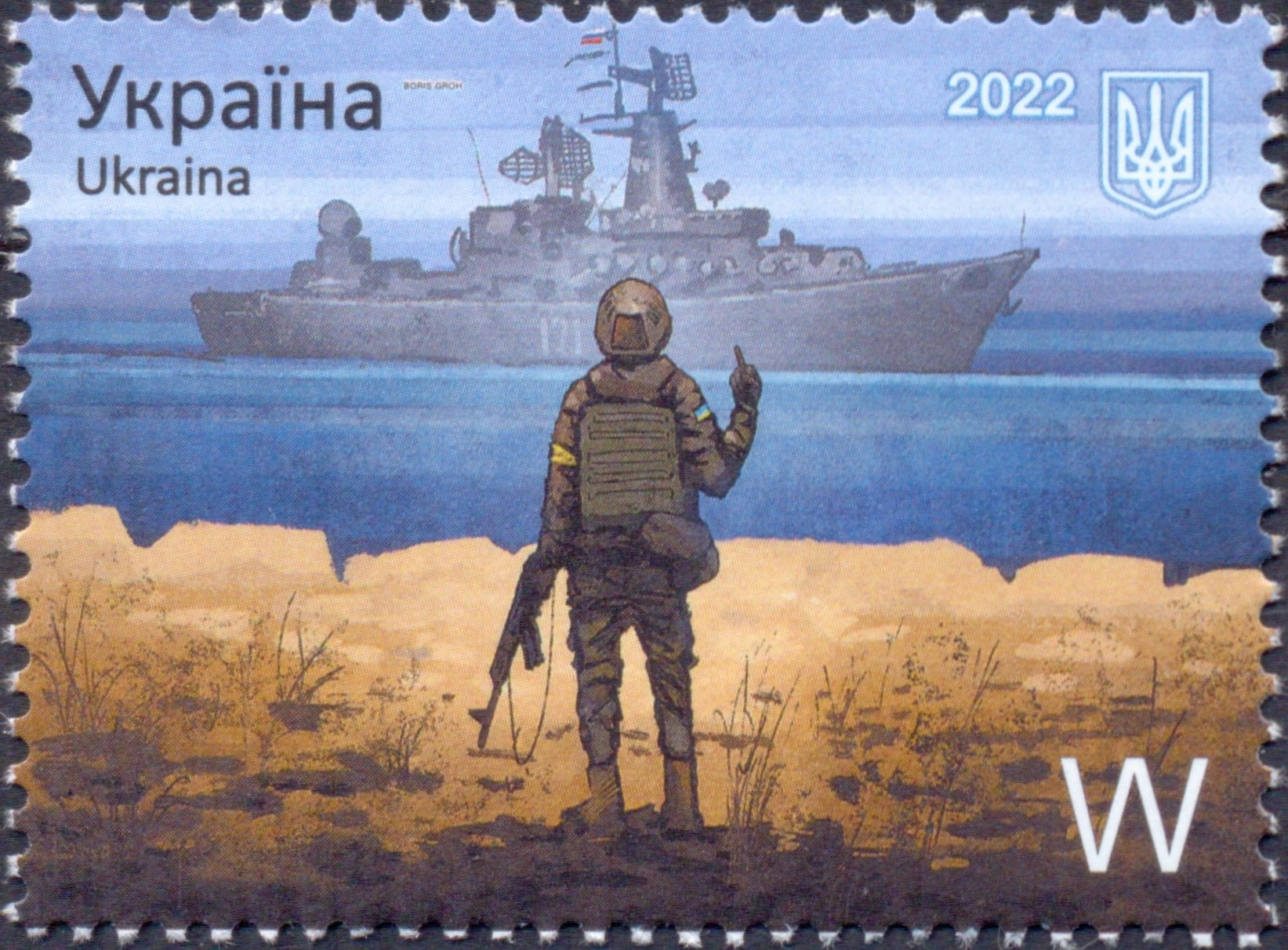
Ukrainskt frimärke utgivet efter incidenten på Ormön 2022.